# CAPEX

Diagrama que mostra l'economia de la informàtica en núvol en comparació amb la informàtica tradicional, incloses les despeses de capital (CapEx) i les despeses operatives (OpEx).

La despesa de capital (coneguda per l'acrònim en anglès capex o CAPEX) són els diners que una organització o entitat corporativa gasta per comprar, mantenir o millorar els seus actius fixos, com ara edificis, vehicles, equips o terrenys. Es considera una despesa de capital quan l'actiu s'ha comprat recentment o quan els diners s'utilitzen per allargar la vida útil d'un actiu existent, com ara reparar el sostre d'un edifici en propietat.
Les despeses de capital contrasten amb les despeses d'explotació (opex), que són despeses corrents inherents al funcionament de l'actiu. Opex inclou conceptes com l'electricitat o la neteja. La diferència entre l'opex i el capex pot no ser immediatament òbvia per a algunes despeses; per exemple, la repavimentació de l'aparcament es pot considerar inherent al funcionament d'un centre comercial. La línia divisòria per a partides com aquestes és que la despesa es considera capex si el benefici financer de la despesa s'estén més enllà de l'exercici fiscal en curs.
Les despeses de capital són els fons utilitzats per adquirir o millorar els actius fixos d'una empresa, com ara despeses en propietat, planta o equip (PP&E). En el cas que una despesa de capital constitueixi una decisió financera important per a una societat, la despesa s'ha de formalitzar en una junta anual d'accionistes o en una reunió extraordinària del Consell d'Administració. En comptabilitat, s'afegeix una despesa de capital a un compte d'actiu, augmentant així la base de l'actiu (el cost o el valor d'un actiu ajustat a efectes fiscals). El capex es troba habitualment a l'estat de fluxos d'efectiu a "Inversió en planta, propietat i equip" o alguna cosa similar a la subsecció Inversions.
A efectes fiscals, el capex és un cost que no es pot deduir en l'any en què es paga o s'incorre i s'ha de capitalitzar. La regla general és que si la vida útil de l'immoble adquirit és superior a l'any imposable, llavors el cost s'ha de capitalitzar. Els costos de les despeses de capital s'amorteixen al llarg de la vida útil de l'actiu en qüestió. A més de l'anterior, capex crea o afegeix una base a l'actiu o propietat, que un cop ajustada, determinarà la responsabilitat fiscal en cas de venda o transmissió. Als EUA, els articles 263 i 263A del codi d'ingressos interns tracten àmpliament els requisits i les excepcions de capitalització.
S'inclouen a les despeses de capital les quantitats gastades en:
1. l'adquisició d'actius fixos i, en alguns casos, immaterials
2. reparar un actiu existent per millorar-ne la vida útil
3. actualitzar un actiu existent si resulta en un aparell superior
4. preparar un actiu per ser utilitzat en el negoci
5. restaurar la propietat o adaptar-la a un ús nou o diferent
6. iniciar o adquirir un nou negoci